# جانيت ثريلفول
جانيت ثريلفول (بالإنجليزية: Jeanette Threlfall)‏ (24 مارس 1821، بلاكبرن في المملكة المتحدة - 30 نوفمبر 1880، لندن في المملكة المتحدة)؛ كاتِبة وشاعرة بريطانية.